# Шрек Третий (игра)
Шрек Третий (англ. Shrek the Third) — компьютерная игра по мотивам одноимённого анимационного фильма студии DreamWorks Animation, разработанная 7 Studios, Gameloft, Amaze Entertainment и Vicarious Visions и изданная компанией Activision. Релиз игры состоялся 15 мая 2007 года для Xbox 360, PlayStation 2, Wii, PC, Nintendo DS и Game Boy Advance. PSP-версия была выпущена в июне.
Сюжет игры Shrek the Third базируется на третьей части фильма: Шрек ищет Артура, чтобы сделать его королём Далёкого-Далёкого королевства, пока принц Чарминг пытается штурмом взять город и силой захватить трон. Во время игрового процесса игроки будут играть за следующих персонажей: Шрек, Осёл, Кот в сапогах, Артур, принцесса Фиона и Спящая Красавица. Игра состоит из 20 уровней, некоторые из которых отклоняются от сюжета, также в игре имеется одиночный и сетевой режимы. Отзывы были различными, версии на Xbox 360, Wii, PS2 и GBA получили, по данным сайта Game Rankings, менее 60 % положительных откликов, в то время как версии для PSP, DS и PC получили более 60 % положительных мнений.

## Геймплей

### Основной сюжет
В процессе игры игрок будет управлять 6 персонажами, из которых 5 будут с игроком большую часть игрового времени, это: Шрек, Осёл, Кот в сапогах, Арти и Фиона. Также в некоторых уровнях нужно будет играть за Спящую Красавицу. У Кота в сапогах в игре имеется возможность двойного прыжка.

### Мини-игры
Всего в игре насчитывается 6 мини-игр. Эти игры не связаны с основным игровым процессом. Чтобы выиграть в любую из игр, игрок должен набрать как можно больше очков в каждой игре, за что в награду получает одну из 3 медалей: бронзовую, серебряную и золотую.

## Отзывы
| Сводный рейтинг    | Сводный рейтинг | Сводный рейтинг | Сводный рейтинг | Сводный рейтинг | Сводный рейтинг | Сводный рейтинг | Сводный рейтинг | Сводный рейтинг |
| Издание            | Оценка          | Оценка          | Оценка          | Оценка          | Оценка          | Оценка          | Оценка          | Оценка          |
| Издание            | DS              | GBA             | PC              | PS2             | PSP             | Wii             | Xbox 360        | Мобильные       |
| ------------------ | --------------- | --------------- | --------------- | --------------- | --------------- | --------------- | --------------- | --------------- |
| GameRankings       | 68,31 %         | N/A             | 60,00 %         | 55,68 %         | N/A             | 57,66 %         | 56,04 %         | N/A             |
| Metacritic         | 70/100          | 57/100          | 60/100          | 56/100          | 57/100          | 57/100          | 56/100          | N/A             |
| Иноязычные издания |                 |                 |                 |                 |                 |                 |                 |                 |
| Издание            | Оценка          | Оценка          | Оценка          | Оценка          | Оценка          | Оценка          | Оценка          | Оценка          |
| Издание            | DS              | GBA             | PC              | PS2             | PSP             | Wii             | Xbox 360        | Мобильные       |
| 1UP.com            | C+              | N/A             | N/A             | N/A             | N/A             | N/A             | D−              | N/A             |
| Eurogamer          | N/A             | N/A             | N/A             | N/A             | N/A             | N/A             | 5/10            | N/A             |
| Game Informer      | N/A             | N/A             | N/A             | 5,25/10         | N/A             | 5,25/10         | 5,25/10         | N/A             |
| GameRevolution     | N/A             | N/A             | N/A             | N/A             | N/A             | N/A             | C−              | N/A             |
| GameSpot           | 6,8/10          | 5/10            | N/A             | 5,2/10          | 5,2/10          | 5,2/10          | 5/10            | N/A             |
| GameZone           | N/A             | 6,7/10          | 7/10            | N/A             | 6/10            | 6,5/10          | 6,9/10          | N/A             |
| IGN                | 7/10            | N/A             | N/A             | N/A             | 6/10            | N/A             | 6/10            | 7,5/10          |
| Nintendo Power     | 7/10            | N/A             | N/A             | N/A             | N/A             | N/A             | N/A             | N/A             |
| OXM                | N/A             | N/A             | N/A             | N/A             | N/A             | N/A             | 6/10            | N/A             |
| PC Gamer (UK)      | N/A             | N/A             | 48 %            | N/A             | N/A             | N/A             | N/A             | N/A             |
| The A.V. Club      | N/A             | N/A             | N/A             | N/A             | N/A             | C+              | N/A             | N/A             |

Игра получила смешанные отзывы критиков.